# Phthiracarus octosetosus
Phthiracarus octosetosus är en kvalsterart som beskrevs av Wojciech Niedbała 2004. Phthiracarus octosetosus ingår i släktet Phthiracarus och familjen Phthiracaridae. Inga underarter finns listade i Catalogue of Life.